# Menschenfleisch (Bob’s Burgers)

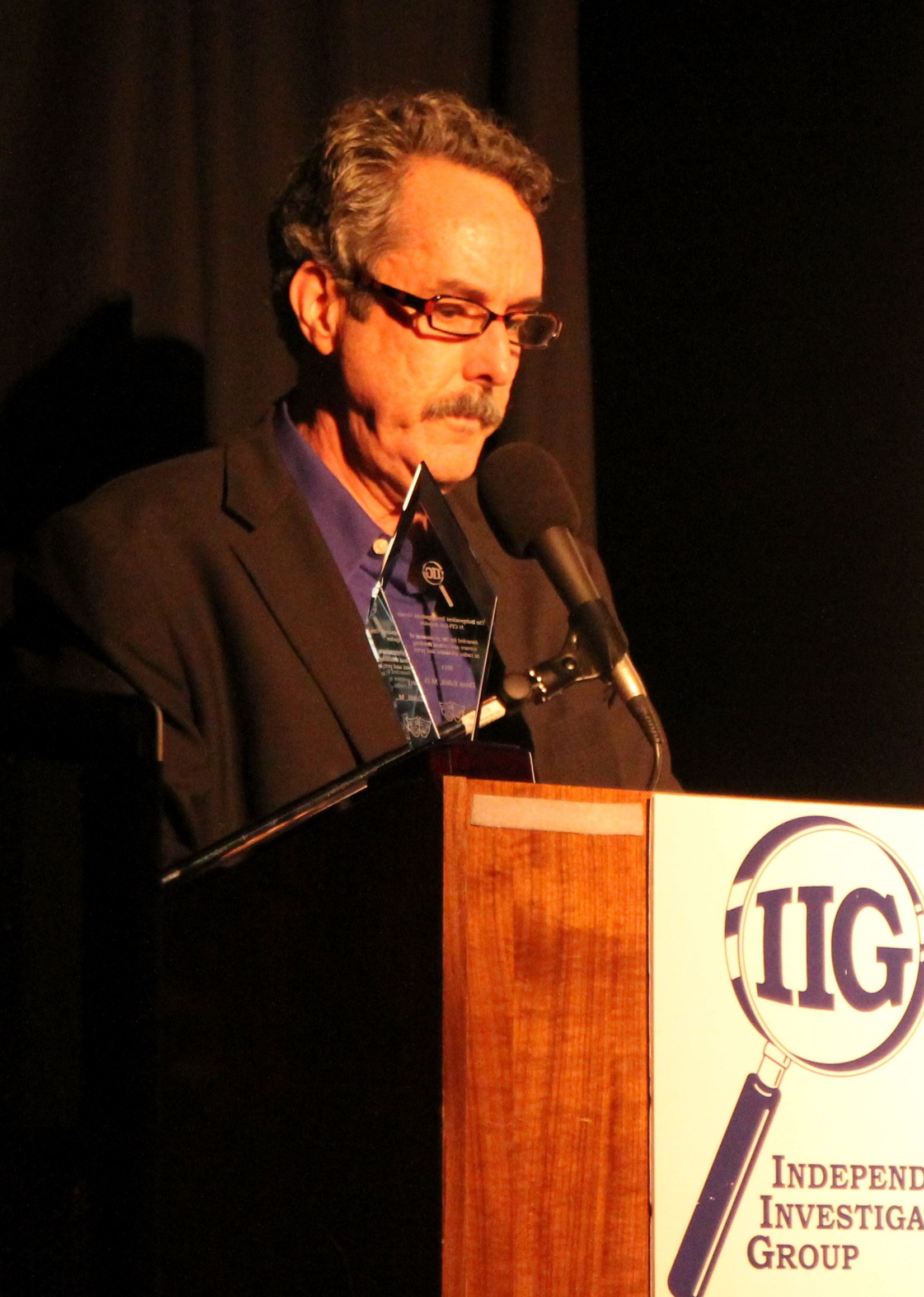
Ron Lynch (2011)

Menschenfleisch (Originaltitel Human Flesh) ist die Pilotfolge der animierten Fernsehserie Bob’s Burgers. Die Erstausstrahlung fand in den USA am 9. Januar 2011 auf dem Fox Network statt, die deutschsprachige Erstausstrahlung war am 1. Dezember 2014 auf Comedy Central.
Die Episode wurde von Loren Bouchard und Jim Dauterive geschrieben, Regie führte Anthony Chun. Als Gastsprecher treten im Original Andy Kindler, Ron Lynch und Sam Seder auf. In dieser Folge feiert Bob Belcher mit seiner Familie die Wieder-Wieder-Wieder-Eröffnung seines Burger-Restaurants, woraufhin der Gesundheitsinspektor dem Gerücht nachgeht, dass die Burger dort Menschenfleisch enthalten. Die Episode erhielt gemischte Kritiken und wurde bei der Erstausstrahlung von 9,41 Millionen Haushalten gesehen.

## Handlung
Nach einigen nicht erfolgreichen Eröffnungen wiedereröffnet Bob mit seiner Familie sein Hamburger-Restaurant Bob’s Burgers. Sein Sohn Gene soll draußen Burgerproben verteilen, lässt diese allerdings auf die Straße fallen und hebt sie wieder auf, um diese zu verteilen. Der Gesundheitsinspektor Hugo Habercore und sein Assistent Ron sehen dies und inspizieren daraufhin das Restaurant. Dort trifft Hugo Bobs Ehefrau Linda, mit der er verlobt war. Er erklärt ihnen, dass der Grund für seine Inspektion ein Gerücht ist, wonach das Fleisch für die Burger aus menschlichen Überresten aus dem Krematorium von nebenan ist. Dieses Gerücht wurde von Bobs jüngster Tochter Louise verbreitet. Daraufhin muss im Schaufenster des Restaurants ein Plakat hängen, auf dem steht, dass das Fleisch Menschenfleisch enthalten könnte.
Aufgrund einer von Genes Eskapaden gerät eine Leiche aus dem Krematorium in Bobs Restaurant, sodass Hugo die Medien informiert. Bob will die Demonstranten davon überzeugen, dass das Gerücht nicht stimmt, verteidigt aber versehentlich Kannibalismus. Er sagt zu Linda, dass er ein Versager ist und dass sie besser bei Hugo geblieben wäre, der, wie sie zuvor gesagt hat, ein besserer Küsser als Bob ist. Linda stellt klar, dass sie Hugo für Bob verlassen hat, weil Bob einen Traum hatte, Hugo hingegen nie. Louise entschuldigt sich dafür, dass sie das Gerücht verbreitet hat.
Daraufhin entscheidet sich Bob, dass er weiter Burger grillen will, als Mitglieder eines Clubs für exotisches Essen dort ankommen, die Menschenfleisch probieren wollen. Kurz darauf gibt Ron das Ergebnis von Hugos Untersuchung des Fleisches bekannt, wonach dieses nur legale Bestandteile hat. Da das Restaurant nun erfolgreich läuft, geht die Familie abends in den lokalen Freizeitpark, wo Bob und Linda ihren Hochzeitstag feiern und Bob seine neu erworbenen Kenntnisse über das Küssen demonstriert.

## Rezeption
Die Folge wurde bei ihrer US-amerikanischen Erstausstrahlung von rund 9,41 Millionen Haushalten gesehen und erreichte damit eine Quote von 4,5 (11 %) in der Altersgruppe 18 bis 49. Damit ist es die Pilotfolge mit der höchsten Quote der Fernsehsaison 2010/11.
Die Episode erhielt gemischte Kritik, Metacritic gibt eine durchschnittliche Bewertung von 53 an, was „gemischte oder durchschnittliche Kritik“ bedeutet. Jonah Krakow von IGN bewertete die Folge mit 7,5 von 10 möglichen Punkten und lobte den Auftritt der Kinder. Laut Krakow „hat [die Episode] gute Vorarbeit mit der Einführung der furchtbaren Belcher-Kinder geleistet - besonders bei Louise Belcher […], die sich jede Zeile krallt, die sie kriegt. Der Rest der Episode fühlte sich jedoch wie eine durchschnittliche Episode anderer Sonntagsserien von FOX an, mit dem Familienoberhaupt, das Mist baut und es den Rest der Episode wieder gutmacht.“ Joel Keller schrieb in seiner Kritik für TV Squad: „Trotz der Pietätlosigkeit und Seltsamkeit gibt es einen süßen Unterton, wodurch die Sendung zugänglicher ist als die meisten ihrer Cousinen auf [Adult Swim]. Oh, und es ist außerdem verdammt lustig.“
Todd VanDerWerff vom A.V. Club gab der Folge eine positive Kritik: „Wenn Bob’s Burgers von einem Autor käme, von dem niemand zuvor gehört hätte, würde es vielleicht nicht so aussehen, als hätte dies das Potenzial um in eine interessante Richtung zu gehen. Aber wenn Bouchard, Benjamin und Schaal dabei sind, wird etwas Marginales zu etwas, das eine leichte Weiterempfehlung wert ist. Bob’s Burgers ist dort noch nicht angekommen, aber [die Serie] probiert genug interessante Sachen aus um einen Blick wert zu sein, und es wäre keine Überraschung, wenn die Chemie stimmen und es recht schnell zur besten animierten Sendung werden würde.“

## Weblink
- Menschenfleisch bei IMDb